# 1. ročník udílení Zlatých glóbů
1. ročník Zlatých glóbů se konal na neformálním setkání ve studiích 20th Century Fox v lednu 1944 a vítězové ceny Zlatý glóbus byli ohlášeni bez předchozích nominací. Myšlenka oceňovat nejlepší výkony v oblasti filmu se zrodila na podzim roku 1943, kdy britský novinář deníku Daily Mail založil spolu se sedmi dalšími zahraničními kritiky Asociaci zahraničních novinářů v Hollywoodu (angl. Hollywood Foreign Press Association zkratka HFPA).

## Vítězové
Nejlepší film
- The Song of Bernadette

Nejlepší režie
- Henry King – The Song of Bernadette

Nejlepší herečka
- Jennifer Jones – The Song of Bernadette

Nejlepší herec
- Paul Lukas – Watch on the Rhine

Nejlepší herečka ve vedlejší roli
- Katina Paxinou – Komu zvoní hrana

Nejlepší herec ve vedlejší roli
- Akim Tamiroff – Komu zvoní hrana